# Et Dieu... créa la femme
Et Dieu... créa la femme is een Franse dramafilm uit 1956 onder regie van Roger Vadim. De film maakte van actrice Brigitte Bardot een sekssymbool.

## Verhaal
'BB' speelt een rusteloos meisje dat in Saint-Tropez trouwt met de broer van de man op wie ze verliefd is.
Ze brengt de mannen in het kustplaatsje het hoofd op hol, ook na haar huwelijk met de naïeve jongeman. Een oudere industrieel - een van haar minnaars - doet haar toch kiezen voor haar echtgenoot.

## Rolverdeling
| Acteur                 | Personage                  |
| ---------------------- | -------------------------- |
| Brigitte Bardot        | Juliette Hardy             |
| Curd Jürgens           | Eric Carradine             |
| Christian Marquand     | Antoine Tardieu            |
| Jean-Louis Trintignant | Michel Tardieu             |
| Georges Poujouly       | Christian Tardieu          |
| Marie Glory            | Mme. Tardieu               |
| Paul Faivre            | M. Morin                   |
| Jane Marken            | Mme. Morin                 |
| Jean Toscano           | René                       |
| Isabelle Corey         | Lucienne                   |
| Jean Tissier           | M. Vigier-Lefranc          |
| Jacqueline Ventura     | Mme. Vigier-Lefranc        |
| Jacques Ciron          | secretaris Eric Carradine  |
| Jany Mourey            | afgevaardigde van weeshuis |
| Philippe Grenier       | Perri                      |
| Claude Véga            | Roger                      |

## Cameo
- Roger Vadim - vriend van Antoine

## Productie
In 1952 trouwde Roger Vadim met de 19-jarige Bardot. Na een periode als assistent voor Marc Allegret voelde Vadim zich zeker genoeg om een film te schrijven voor de schoonheid van Brigitte Bardot. Producent Raoul Lévy hielp met het budget via ex-bandleider Ray Ventura.
De Duitse acteur Curd Jürgens accepteerde een rol nadat hij er zeker van was dat de film voor een internationale doorbraak zou zorgen. Niet veel later kreeg de destijds nog onbekende Jean-Louis Trintignant eveneens een rol. Trintignant zou later een intieme affaire met Bardot krijgen, die veel aandacht kreeg in de media.
Vadim schreef zelf het verhaal over twee ruziënde broers die vechten om een meisje. Hij wilde Bardot overbrengen als de naakte jeugddissident. Voor het benadrukken van haar gekleurde huid koos hij mannen van wie de huid niet door de zon was gekleurd. Voor het benadrukken van haar erotische uitstraling liet hij Bardot reeds in de openingsscène naakt zonnen.
De film werd spoedig aan internationale markten verkocht en maakte van Bardot in één klap een internationale ster. Vadims carrière had geen succesvolle toekomst. Hij maakte in 1987 een remake, maar de nieuwe filmversie had geen succes.

## Trivia
- De politie van de Amerikaanse stad Philadelphia heeft in twee bioscopen de Franse film Et Dieu créa la femme in beslag genomen en de directeuren in hechtenis genomen wegens het vertonen van een obscene film.[2]